# 那加前洞新町
那加前洞新町（なかまえぼらしんまち）は、岐阜県各務原市の地名。現行行政町名は那加前洞新町一丁目から那加前洞新町五丁目。

## 地理
各務原市の那加地区に属する。町域の東部は蘇原花園町、那加巾下町、那加不動丘、那加甥田町、西部は那加前野町、那加野畑町、那加幸町、南部は那加幸町、那加東亜町、北部は那加前野町、那加東野町に接する。
町域には新境川が流れる。
那加前洞町の一部の土地改良事業により新設された町である。
道路
- いちょう通り
- さくら通り
- 体育館通り

## 歴史
1979年（昭和54年）11月1日、那加前洞町の一部をもって那加前洞新町を設置する。

## 世帯数と人口
2024年（令和6年）10月1日現在の世帯数と人口は以下の通りである。
| 丁目               | 世帯数    | 人口    |
| ------------------ | --------- | ------- |
| 那加前洞新町一丁目 | 268世帯   | 638人   |
| 那加前洞新町二丁目 | 122世帯   | 279人   |
| 那加前洞新町三丁目 | 383世帯   | 789人   |
| 那加前洞新町四丁目 | 210世帯   | 486人   |
| 那加前洞新町五丁目 | 281世帯   | 724人   |
| 計                 | 1,264世帯 | 2,916人 |

## 小・中学校の学区
市立小・中学校に通う場合、学区は以下の通りとなる。
| 番・番地等 | 小学校                   | 中学校               |
| ---------- | ------------------------ | -------------------- |
| 全域       | 各務原市立那加第三小学校 | 各務原市立那加中学校 |

## 主な施設
- 成徳寺
- 大新寺
- 新田町公民館
- 新田公園

## 交通
- 各務原市ふれあいバス那加線